# Пражница
Пражница је насељено место у саставу општине Пучишћа, на острву Брачу, Сплитско-далматинска жупанија Република Хрватска.

## Географски положај
Пражница се налази на раскрсници главног пута који води до насеља Горњи Хумац и Пучишћа код пута који води до Аеродрома Брач.

## Историја
До територијалне реорганизације у Хрватској налазила се у саставу старе општине Брач.

## Становништво
На попису становништва 2011. године, Пражница је имала 371 становника.
| Број становника по пописима | Број становника по пописима | Број становника по пописима | Број становника по пописима | Број становника по пописима | Број становника по пописима | Број становника по пописима | Број становника по пописима | Број становника по пописима | Број становника по пописима | Број становника по пописима | Број становника по пописима | Број становника по пописима | Број становника по пописима | Број становника по пописима | Број становника по пописима |
| --------------------------- | --------------------------- | --------------------------- | --------------------------- | --------------------------- | --------------------------- | --------------------------- | --------------------------- | --------------------------- | --------------------------- | --------------------------- | --------------------------- | --------------------------- | --------------------------- | --------------------------- | --------------------------- |
| 1857                        | 1869                        | 1880                        | 1890                        | 1900                        | 1910                        | 1921                        | 1931                        | 1948                        | 1953                        | 1961                        | 1971                        | 1981                        | 1991                        | 2001                        | 2011                        |
| 489                         | 596                         | 646                         | 780                         | 853                         | 813                         | 0                           | 594                         | 498                         | 523                         | 522                         | 443                         | 410                         | 363                         | 346                         | 371                         |

Напомена: У 1857. исказивано под именом Праснице, у 1931. и 1948. под именом Празнице те до 1981. под именом Пражнице. У 1921. подаци су садржани у насељу Пучишћа.

### Попис1991.
На попису становништва 1991. године, насељено место Пражница је имало 363 становника, следећег националног састава:
| Попис 1991.‍ | Попис 1991.‍ | Попис 1991.‍ | Попис 1991.‍ | Попис 1991.‍ |
| ----------- | ----------- | ----------- | ----------- | ----------- |
|             |             |             |             |             |
| Хрвати      | Хрвати      |             | 362         | 99,72%      |
| Словенци    | Словенци    |             | 1           | 0,27%       |
| укупно: 363 |             |             |             |             |